# 贝拉·西姆斯
阿拉贝拉·“贝拉”·西姆斯（英語：Arabella "Bella" Sims，2005年5月25日—）来自内华达州亨德森，是一名美国女子游泳运动员，主攻自由泳。她在大约十岁时开始接触游泳，2016年开始正式练习。仅几年后便参加了2021年美国奥运游泳选拔赛，并取得女子4×200米自由泳接力的奥运资格。奥运正赛上，她参加女子4×200米自由泳接力预赛，凭借队友在决赛上的表现获得一枚银牌。